# Josep Ramon Bermell i Sabater
Josep Ramon Bermell i Sabater (Palma, 26 de març de 1962) és un exfutbolista mallorquí, que ocupava la posició de porter.

## Trajectòria
Provinent del filial valencianista, el Mestalla, a la temporada 81/82 debuta a la primera divisió a les files del València CF. Durant els següents anys alternaria la porteria amb Sempere, tot combinant campanyes en les quals juga 20 partits, amb d'altres en les quals només apareix en pocs partits. Hi juga 12 a la 85/86, que culmina en el descens del València a la Segona Divisió.
El porter no segueix a Mestalla, i fitxa pel Cadis CF, que aquell temps militava també a primera divisió. Va ser titular a la 86/87, jugant 41 partits de lliga, però a l'any següent només hi juga 9. Entre 1988 i 1991 es consolida a la porteria andalusa. Finalment, en el seu últim any al Cádiz tan sols hi apareix en dues ocasions.
La temporada 92/93 fitxa pel Reial Saragossa, però és desplaçat pel jove Sánchez Broto en la posició de porter suplent i roman inèdit eixe any. En finalitzar la temporada, hi penja les botes.